# Blink-182 (album)
Blink-182 je eponymní studiové album stejnojmenné americké skupiny. Deska vyšla v roce 2003 a stala se poslední studiovou nahrávkou. O dva roky později Blink-182 vydali kolekci největších hitů (Greatest Hits) a ohlásili konec působení.
Pojetí skladeb se lišilo od tradiční tvorby skupiny, ačkoliv posluchačům přirostly k srdci spíše klasické pop-punkové hity jako „I Miss You“ nebo „Always“, které jako téměř jediné zastupují na desce pop-punk. Jako celek však album působí jako vyzrálý, novodobý, alternativní punk-rock - např. písně „Violence“, „Stockholm Syndrome“ a „Easy Target“.

## Seznam písní
1. Feeling This – 2:52 (Tom DeLonge, Mark Hoppus)
2. Obvious – 2:43 (Tom Delonge)
3. I Miss You – 3:47 (Mark Hoppus, Tom Delonge)
4. Violence – 3:52 (Tom Delonge, Mark Hoppus)
  - Stockholm Syndrome Dialog (skrytá stopa) – 1:28
5. Stockholm Syndrome – 2:41 (Mark Hoppus, Tom DeLonge)
6. Down – 3:03 (Tom Delonge, Mark Hoppus)
7. The Fallen Interlude – 2:12 (Jacken)
8. Go – 1:53 (Mark Hoppus)
9. Asthenia – 4:19 (Tom Delonge)
10. Always – 4:11 (Tom Delonge, Mark Hoppus)
11. Easy Target – 2:20 (Tom DeLonge, Mark Hoppus)
12. All of This – 4:40 (Robert Smith, Tom Delonge)
13. Here's Your Letter – 2:54 (Mark Hoppus)
14. I'm Lost Without You – 6:20 (Tom Delonge)